# 科特瓦
科特瓦（Kotwa），是印度北方邦Varanasi县的一个城镇。总人口12411（2001年）。

## 人口
该地2001年总人口12411人，其中男性6620人，女性5791人；0—6岁人口2805人，其中男1428人，女1377人；识字率38.84%，其中男性为46.75%，女性为29.79%。